# 天泰寺街道
天泰寺街道，是中华人民共和国河北省张家口宣化区下辖的一个乡镇级行政单位。

## 行政区划
天泰寺街道下辖以下地区：
按院社区、牌楼西社区、西城社区、大东街社区、九天庙社区、和平街社区和桥西社区。